# 安楽死ジェットコースター
安楽死ジェットコースター (あんらくしジェットコースター、英: Euthanasia Coaster) は、2010年に発表されたジェットコースターのコンセプトデザイン（コンセプチュアル・アート）である。その名が示すように、このジェットコースターは搭乗者を"安楽死"させるものである。

## 概要
安楽死ジェットコースターは、イギリスのロンドンにある美術大学であるロイヤル・カレッジ・オブ・アートの博士課程に在籍し、クライペダ（リトアニア）の遊園地でデザイナーおよびエンジニアとして働いていた経験を持つリトアニア人アーティストのユリヨナス・ウルボナス(Julijonas Urbonas)によって考案された。
このジェットコースターは、搭乗するとまず地上500mの高さまで2分掛けて上昇し、そこで搭乗者は"FALL"（降下）ボタンを押すかどうかを選択する。FALLボタンを押すと、コースターは時速360kmの速度で500mの高さから降下し、その後に続く7回転の宙返りループに突入する。この回転により搭乗者の体には下方向に10Gの力が掛かり、体内の血液が下半身に集まることでいわゆるブラックアウトの状態に陥り、そのまま低酸素脳症の状態となって意識を失い、死に至るとされる。安楽死ジェットコースターは降下を始めてから停止するまでに60秒の時間があるとされるが、ほとんどの搭乗者は最初の急降下と、それに続く一つ目のループの時点で"安楽死"しているだろう、とデザイナーのウルボナスは語っている。
Urbonasはまた、安楽死とは「世界からの知的および芸術的旅立ちである」としており、搭乗者に苦痛を与えることなく、優雅さや幸福感までも感じられる"生き生きとした死"を提供できるのがこのジェットコースターである、と語っている。
安楽死ジェットコースターは発表後、様々なメディアで取り上げられ、2013年のNTAA（New Technological Art Award、ベルギー）を受賞している。
なお、安楽死ジェットコースターが発表されたのと同じ2010年の文化庁メディア芸術祭・アート部門において、ユリヨナス・ウルボナスの別のアート作品である"Talking Doors"が審査委員会推薦作品となっている。